# Branew (dopływ Bukowej)
Branew (Branewka) – struga, prawy dopływ Bukowej o długości 23,03 km. Płynie przez miejscowości Branew, Branewka, Branewka-Kolonia, Krzemień Drugi (gdzie przepływa pod drogą krajową nr 74), Gwizdów, Flisy i w okolicach wsi Momoty Dolne wpada do Bukowej.
Dopływem Branwi jest potok Branewka Górna.